# AI 겨울
AI 겨울(AI winter)은 인공지능의 역사에서 인공지능 연구에 대한 자금과 관심이 감소하는 기간이다. 이 분야는 실망과 비판, 자금 삭감, 수년 또는 수십 년 후에 새로운 관심이 뒤따르는 여러 번의 하이프 사이클을 경험했다.
이 용어는 1984년 AAAI(당시 "미국 인공지능 협회"로 불림) 연례 회의에서 공개 토론 주제로 처음 등장했다. 1970년대의 "겨울"을 경험한 두 명의 주요 AI 연구자인 로저 섕크와 마빈 민스키는 1980년대에 AI에 대한 열정이 걷잡을 수 없을 정도로 치솟았으며 그에 따른 실망감이 확실히 뒤따를 것이라고 비즈니스 커뮤니티에 경고했다. 그들은 AI 커뮤니티의 비관론으로 시작하여 언론의 비관론, 자금의 심각한 삭감, 진지한 연구가 끝나는 "핵겨울"과 유사한 연쇄 반응을 설명했다. 3년 후 수십억 달러 규모의 AI 산업이 붕괴되기 시작했다.
대략 1974~1980년과 1987~2000년에 두 번의 주요 겨울이 있었고 다음을 포함하여 몇 가지 작은 에피소드가 있었다.
- 1966년: 기계 번역의 실패
- 1969년: 퍼셉트론에 대한 비평
- 1971-75년: 방위고등연구계획국의 카네기 멜런 대학교 음성 인식 프로그램에 대한 실망
- 1973년: 라이트힐 보고서에 대응하여 영국에서 AI 연구가 크게 감소했다.
- 1973~74년: DARPA의 전반적인 AI 학술 연구 축소
- 1987년: 리스프 머신 시장 붕괴
- 1988년: 전략 컴퓨팅 이니셔티브(Strategic Computing Initiative)의 AI에 대한 신규 지출 취소
- 1990년대: 많은 전문가 시스템이 폐기되었다.
- 1990년대: 5세대 컴퓨터 프로젝트의 원래 목표 종료

## 같이 보기
- 인공지능의 역사
- 소프트웨어 위기